# Antonio Martini di Atri
Antonio Martini di Atri (Atri, 1350 circa – 1433) è stato un pittore italiano.

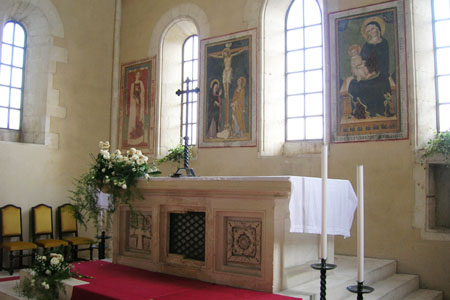
Dipinti di Antonio Martini Di Atri presso la chiesa abbaziale di Santa Maria Arabona, Manoppello

Sue uniche opere datate e firmate sono due affreschi che si trovano nella parete orientale del coro dell'abbazia cistercense di Santa Maria Arabona a Manoppello, raffiguranti una Crocifissione e una Vergine in trono con il bambino. Sotto quest'ultima è leggibile l'iscrizione in caratteri semigotici "A.D. MCCCLXXIII ANTONIUS DE ADRIA FECIT".
Successivamente, sulla scorta degli affreschi di Santa Maria Arabona, gli furono attribuite altre opere, ricostruendo così l'iter artistico del pittore.

## Vita

### La formazione e le prime opere (1373 - 1380)
Il pittore nacque ad Atri molto probabilmente verso il 1350, calcolando che all'epoca degli affreschi di Manoppello doveva essere poco più che ventenne. Si può credere che l'apprendistato sia avvenuto in patria, dove, all'interno del Duomo, operavano artisti emiliani e marchigiani. Sono proprio di questa matrice gli affreschi del presbiterio della succitata Abbazia di Santa Maria Arabona, del 1373. A questo periodo giovanile appartiene anche la Sant'Orsola nella chiesa di San Nicola ad Atri (1380 circa).

### L'Aquila (1380 - 1397)

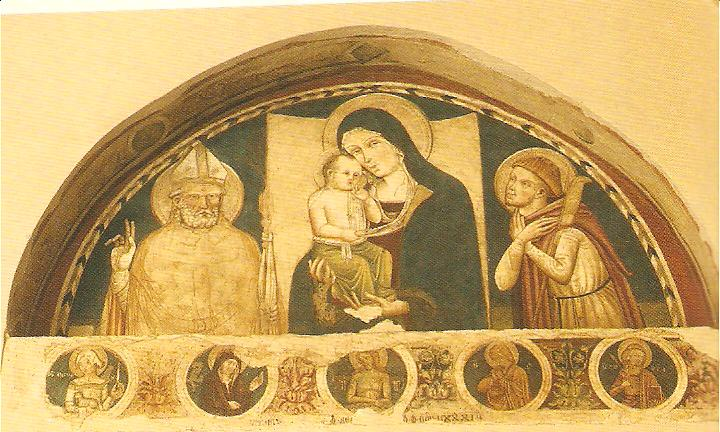
Madonna con Bambino e i santi Agostino ed Amico, 1381, L'Aquila, chiesa di Sant'Amico.

Nella seconda metà del secolo, L'Aquila era una città molto fiorente ed era una tappa obbligata per gli artisti abruzzesi perché, come conseguenza dei traffici commerciali, vi giungevano le novità artistiche di Firenze e Napoli. Si era anche andata formando una scuola di stampo tardogotico, ispirata in particolare allo stile dei pittori senesi. Antonio si recò anch'egli a L'Aquila, dove il suo stile si evolvette molto velocemente, passando all'elegante maniera senese. In breve il pittore divenne molto apprezzato in città e darà un forte contributo alla pittura locale. 
La prima opera aquilana è la Madonna con Bambino tra i santi Agostino e Amico, sulla lunetta del portale della chiesa di Sant'Amico, datata 1381. È questa una data preziosissima perché ci permette di datare opere molto simili tra di loro, realizzate sui portali di altre chiese aquilane: la Madonna con Bambino tra le sante Lucia e Caterina d'Alessandria (Santa Lucia ai Salesiani) e la Madonna con Bambino tra i santi Pietro e Paolo (San Pietro di Coppito), oltre ad un San Giacomo nella chiesa di San Flaviano.
Verso il 1390 apre bottega e nello stesso periodo realizza le Storie di San Giorgio, affreschi nella chiesa di San Pietro di Coppito, che però mostra anche molti interventi di bottega. È invece da scartare la sua mano riguardo alle Storie del Battista nella chiesa di San Domenico, che seppur mostrano i tratti tipici dello stile di Antonio hanno però un impianto più arcaico e possono quindi risalire a qualche anno prima.
L'ultima periodo nella città di L'Aquila è segnato dalle prestigiose commissioni per Collemaggio dove, tra il 1393 e il 1397, realizzò numerosi affreschi, tra cui la Crocifissione con San Giuliano e, per la Porta Santa, la Madonna con Bambino tra i santi Giovanni Battista e Pietro Celestino.

### Atri (1397 - 1410)

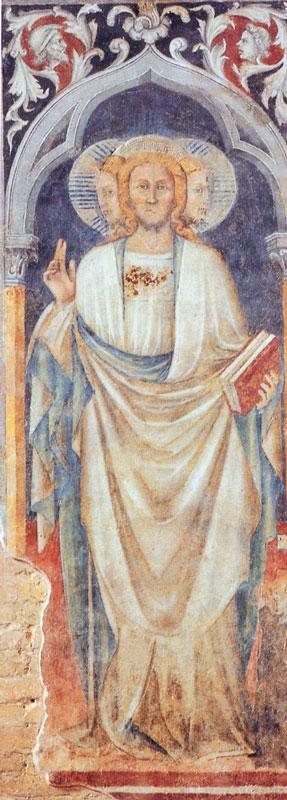
La Trinità con tre volti nel Duomo di Atri (1410 ca.)

Nel 1397 il pittore torna nella sua città natale e vi trasferisce la bottega. Una tradizione locale vuole che il ritorno di Antonio sia collegato alla sua elezione a podestà, cosa del tutto infondata perché, dal 1395, Atri era diventata possedimento dei duchi Acquaviva. 
Al periodo atriano risalgono vari affreschi in Cattedrale, tra cui segnaliamo principalmente la Trinità con tre volti, un San Giovanni in Battista e due Santi in colloquio. Di sua mano potrebbe essere anche il piccolo Cristo in gloria nella chiesa di San Giovanni Battista. Nel 1402 riceve da L'Aquila la commissione per gli affreschi del presbiterio di Collemaggio, ma non sappiamo se siano stati effettivamente realizzati, perché i documenti non dicono nulla al proposito e inoltre bisogna ricordare che il presbiterio crollò a seguito del sisma del 1703. 
Gli stravolgimenti politici e le rivolte che caratterizzano il periodo successivo alla morte del duca Andrea Matteo I (1407) costringono Antonio alla fuga, che però lascia la bottega ad Atri: infatti è proprio di bottega il Cristo in mandorla della cisterna romana, sotto il Duomo, datato 1414.

### Penne (1410 - 1420)

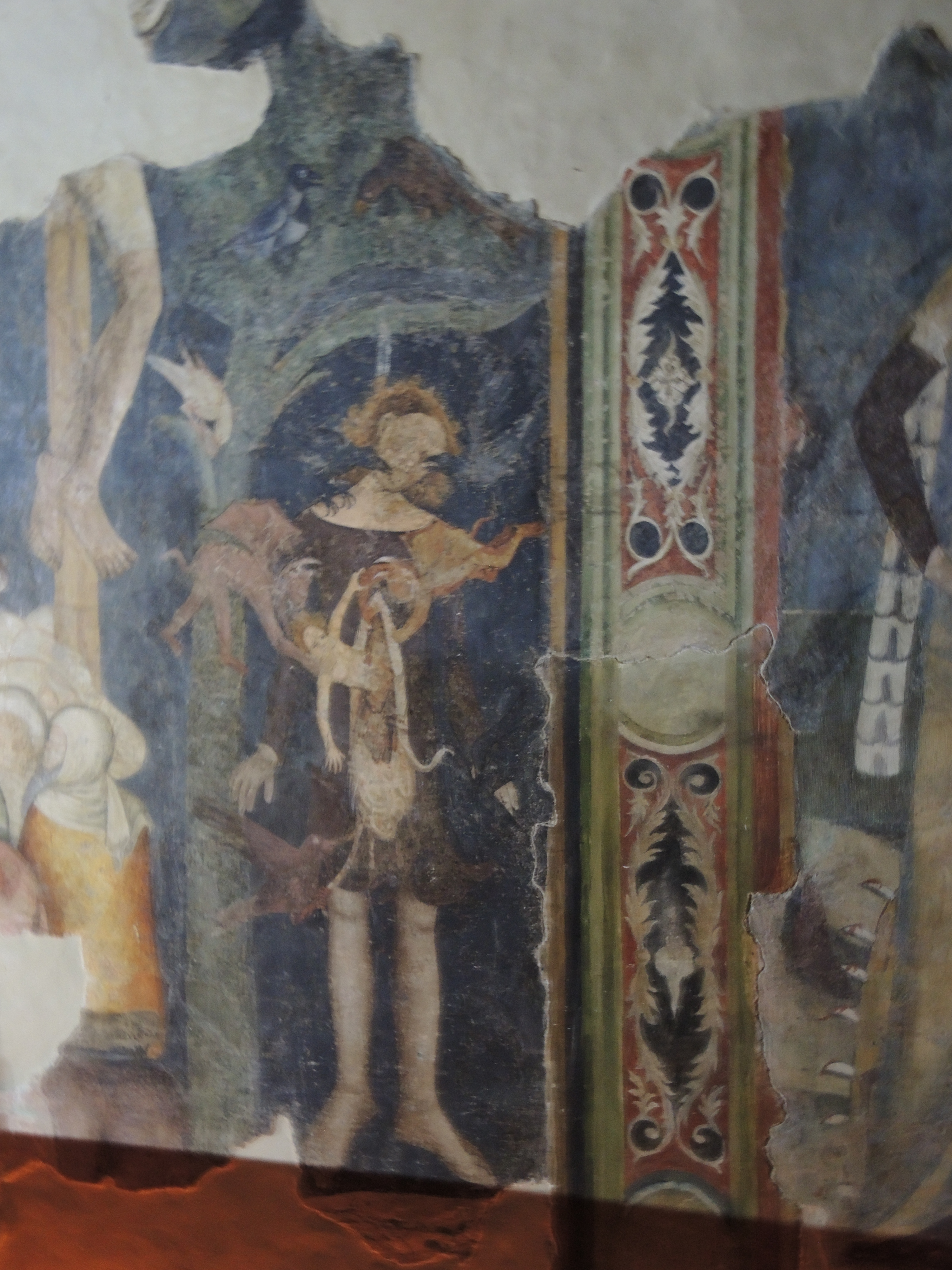
Penne, chiesa di Sant'Agostino, Crocifissione, particolare di Giuda impiccato squarciato dai demoni

Antonio trova rifugio a Penne, dove trova subito lavoro perché gli Agostiniani gli affidano di proseguire la decorazione del presbiterio della loro chiesa, interrotta a seguito della morte (probabilmente nel 1405) del precedente pittore incaricato, il conterraneo Luca d'Atri (che aveva realizzato solo la Teoria dei Santi). Il Martini dipinse così tutta la parete di fondo, con la grandiosa Crocifissione considerata all'unanime il suo capolavoro e che lo impegnerà per circa un decennio. Grazie all'ampio spazio disponibile, Antonio può mettere in opera ogni particolare della scena: la calca dei soldati, i dolenti, i due ladroni e, in un angolo, l'inquietante Giuda impiccato squarciato dai demoni. 
Durante il periodo pennese, realizza per Pianella alcuni Santi (chiesa di Santa Maria Maggiore) e, nel 1413, riceve ancora da L'Aquila (segno che nella città il pittore rimarrà sempre in grande considerazione) una commissione, ovvero l'affrescatura dell'abside della chiesa di San Silvestro (dove già aveva realizzato un affresco). Antonio dipinge solo un santo; la decorazione sarà ripresa, pochi anni dopo, dal cosiddetto Maestro del Trittico di Beffi.

### Gli ultimi anni (1420 - 1433)
Negli ultimi anni Antonio è attivo in varie chiese abruzzesi, per cui lo ritroviamo in vari punti della regione. Torna varie volte ad Atri, dove realizza altri affreschi oggi perduti, e probabilmente fa nuovamente sosta a L'Aquila. Nel 1432 è impegnato a Chieti per dipingere la tribuna della chiesa di San Domenico, distrutta nel 1915: di quella che doveva essere un'imponente opera, rimane solo una Madonna con Bambino, con la data di realizzazione, esposta nella locale pinacoteca. È l'ultima opera del pittore.
Nel 1433, anziano, è di nuovo ad Atri, dove muore.

## Opere
- Manoppello

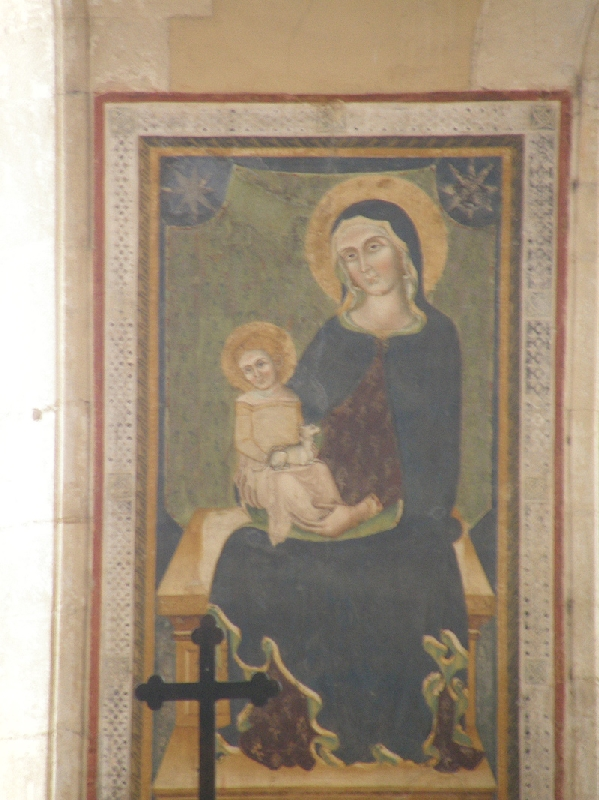
Madonna con Bambino e cane, abbazia di Santa Maria Arabona, Manoppello

  - Madonna con Bambino, firmata e datata 1373; Abbazia di Santa Maria Arabona.
  - Crocifissione, 1373; Abbazia di Santa Maria Arabona.

- Atri
  - Sant'Orsola, 1380 circa; chiesa di San Nicola.
  - Madonna con Bambino, 1397 - 1399; Duomo di Santa Maria Assunta.
  - Santi in colloquio, 1400 circa; Duomo di Santa Maria Assunta.
  - San Giovanni Battista, 1400 - 1410; Duomo di Santa Maria Assunta.
  - Trinità con tre volti, 1410 circa; Duomo di Santa Maria Assunta.
  - San Nicola e Santa Caterina d'Alessandria, 1410 circa; Duomo di Santa Maria Assunta.
  - Santa Lucia, 1410 circa (aiuti di bottega); Duomo di Santa Maria Assunta.
  - Cristo in gloria, 1400 - 1405 (dubbia attribuzione); chiesa di San Giovanni Battista.

- L'Aquila
  - Madonna con Bambino tra i santi Agostino ed Amico, 1381; portale Monastero agostiniano di Sant'Amico.
  - Madonna con Bambino tra le sante Lucia e Caterina d'Alessandria, 1385 circa; chiesa di Santa Lucia ai Salesiani.
  - Madonna con Bambino tra i santi Pietro e Paolo, 1385 circa; chiesa di San Pietro di Coppito.
  - San Giacomo il Maggiore, 1385 - 1390; chiesa di San Flaviano.
  - Il Volto Santo di Lucca con Santa Caterina d'Alessandria, 1390 circa; chiesa di San Silvestro.
  - Madonna con Bambino tra i santi Giovanni Battista e Lucia, 1390 circa; chiesa di San Michele, catacombe di San Vittorino.
  - Storie di San Giorgio, 1390 circa; chiesa di San Pietro di Coppito.
  - San Giovanni Battista, 1393 - 1395 (dubbia attribuzione); Basilica di Santa Maria di Collemaggio.
  - Crocifissione con san Giuliano, 1395 circa; Basilica di Santa Maria di Collemaggio.
  - Madonna con Bambino tra i santi Giovanni Battista e Pietro Celestino, 1397; Basilica di Santa Maria di Collemaggio, lunetta della Porta Santa.
  - Re David, 1413; chiesa di San Silvestro.

- Penne
  - Crocifissione, 1410 - 1420; chiesa di Sant'Agostino.

- Pianella
  - Santi, varie figure, 1420 circa; chiesa di Santa Maria Maggiore.

- Chieti
  - Madonna con Bambino, 1432; Museo d'arte Costantino Barbella.